# Being Myself
Being Myself – debiutancki album amerykańskiego rapera Juvenile’a, wydany 7 lutego 1995 roku w wytwórni Warlock.

## Lista utworów
1. "Intro" – 0:57
2. "Betcha' 20 Dollars [Bounce II]" – 5:41
3. "What Cha Gotta Do" – 0:42
4. "G-Ing Men" (feat. Ivan) – 3:59
5. "Powder Bag" – 5:27
6. "Pass Azz 'Nigga" – 4:07
7. "U Can't C Me" – 4:54
8. "Shake Dat Azz" – 6:10
9. "Somethin' I Forgot/I Blowed" – 6:10
10. "Sling It to Tha Back" – 4:37
11. "Conversation With the Man Above" – 4:40
12. "Shout Out" – 0:58
13. "Radio Dial" – 0:34